# Сиака Массакуа
Сиака (иногда также встречается как Шака; ок. 1785—1843 ) — правитель королевства Галлинас народа Ваи из рода Массакуа. Также известен как «Сиака Гендемский» (англ. Siaka of Gendema).

## Биография

### Происхождение
Согласно устной традиции, семья Массакуа произошла от охотника по имени Гидеон, который переселился с территории Мали на территорию нынешней Сьерра-Леоне, вероятно, в результате миграции мани-сумба, начавшейся в Западной Африке около 1450 года и внёсшей сильные изменения в политический и этнический состав прибрежных районов Западной Африки. Род Массакуа (в переводе с языка ваи: «великие короли») уже был влиятельной правящей семьей до того, как было основано королевство Сиаки. При этом именно Сиака считается основателем современной династии Массакуа в королевстве Галлинас.

### Завоевания
Власть Сиаки основывалась прежде всего на военной мощи. Он вёл многочисленные войны с соседними племенами и народами. Пленников обращал в рабство и либо заставлял работать на прибрежных солончаках, либо продавал работорговцам и контрабандистам. В среднем Сиака Массакуа продавал около 2000 рабов в год. Особенно тесные деловые отношения существовали с Педро Бланко, который управлял торговым постом в форте Ломбоко в мангровом лесу на побережье Западной Африки.
О незаконной деятельности стало известно общественности в США и Европе благодаря восстанию рабов на шхуне «Амистад», по сюжету которого в 1997 году был снят фильм Стивена Спилберга.

### Наследие
Сын Сиаки, Мана Сиака (ок. 1800–1872), также вёл многочисленные войны с соседними государствами и продолжал активно заниматься работорговлей и контрабандой в первые годы своего правления. Однако после разрушения форта Ломбоко Королевским флотом Великобритании в 1849 году он был вынужден в 1850 году подписать договор против работорговли с британцами.
В наше время территория королевства Галлинас разделена и частично находится в Сьерра-Леоне и в Либерии.
Семья Массакуа разделилась на две ветви (Массакуа Сембехун и Массакуа Гендема). Первые правят в вождестве Галлин-Пери в Сьерра-Леоне. Вторые являются правящей семьей в вождестве Кпака в Либерии. Другие второстепенные линии считаются «королевскими» в вождествах Ниава и Соро-Гбема.